# Queen: The Singles Collection 4
A The Singles Collection 4 a brit Queen rockegyüttes 2010-ben, korlátolt példányban megjelent kislemez díszdobozos válogatása, a The Singles Collection sorozat utolsó darabja. Tartalmazza az együttes 1989 és 1999 között megjelent 13 kislemezét, mind külön lemezen, újrakeverve. A válogatásban olyan ritkaságok is szerepelnek, mint a Queen Talks címen futó interjúösszeállítás, vagy az 1985-ös Rock in Rio fesztiválon elhangzott Rock in Rio Blues improvizáció.

## A dalok
| Első lemez - The Miracle - Stone Cold Crazy (Live at the Rainbow) Második lemez - Innuendo - Bijou Harmadik lemez - I’m Going Slightly Mad - The Hitman Negyedik lemez - Headlong - All God’s People Ötödik lemez - The Show Must Go On - Queen Talks Hatodik lemez - Bohemian Rhapsody - These Are the Days of Our Lives Hetedik lemez - Heaven for Everyone (kislemez változat) - It’s a Beautiful Day Nyolcadik lemez - A Winter’s Tale - Rock in Rio Blues (Live 1985) | Kilencedik lemez - Too Much Love Will Kill You - I Was Born to Love You Tizedik lemez - Let Me Live - We Will Rock You (Live at Wembley ’86) - We Are the Champions (Live at Wembley ’86) Tizenegyedik lemez - You Don’t Fool Me (editált) - You Don’t Fool Me Tizenkettedik lemez - No-One but You (Only the Good Die Young) - We Will Rock You (The Rick Rubin "Ruined" Remix) - The Prize (Instrumental Remix for "The Eye") Tizenharmadik lemez - Under Pressure Rah Mix (Radio Edit) - Under Pressure (Mike Spencer Remix) - Under Pressure (Live At Knebworth ’86) |

## Külső hivatkozások
- Weboldal